# Artan Jazxhi
Artan Jazxhi (Durrës, 6 luglio 2001) è un calciatore albanese, difensore del Teuta.

## Carriera

### Club
Cresciuto nelle giovanili della squadra albanese del Teuta.

### Nazionale
Ha giocato nella nazionale albanese Under-16.

## Statistiche

### Presenze e reti nei club
Statistiche aggiornate al 27 maggio 2025.
| Stagione        | Squadra         | Campionato      | Campionato | Campionato | Coppe nazionali | Coppe nazionali | Coppe nazionali | Coppe continentali | Coppe continentali | Coppe continentali | Altre coppe | Altre coppe | Altre coppe | Totale | Totale |
| Stagione        | Squadra         | Comp            | Pres       | Reti       | Comp            | Pres            | Reti            | Comp               | Pres               | Reti               | Comp        | Pres        | Reti        | Pres   | Reti   |
| --------------- | --------------- | --------------- | ---------- | ---------- | --------------- | --------------- | --------------- | ------------------ | ------------------ | ------------------ | ----------- | ----------- | ----------- | ------ | ------ |
| 2018-2019       | Teuta           | KS              | 0          | 0          | CA              | 2               | 0               | -                  | -                  | -                  | -           | -           | -           | 2      | 0      |
| 2019-2020       | Teuta           | KS              | 3          | 0          | CA              | 4               | 0               | UEL                | 0                  | 0                  | -           | -           | -           | 7      | 0      |
| 2020-2021       | Teuta           | KS              | 0          | 0          | CA              | 1               | 1               | UEL                | 0                  | 0                  | SA          | 0           | 0           | 1      | 1      |
| 2021-2022       | Teuta           | KS              | 20         | 0          | CA              | 7               | 1               | UCL+UECL           | 0+0                | 0                  | SA          | 0           | 0           | 27     | 1      |
| 2022-2023       | Teuta           | KS              | 27         | 2          | CA              | 7               | 0               | -                  | -                  | -                  | -           | -           | -           | 34     | 2      |
| 2023-2024       | Teuta           | KS              | 32         | 3          | CA              | 3               | 0               | -                  | -                  | -                  | -           | -           | -           | 35     | 3      |
| 2024-2025       | Teuta           | KS              | 28         | 1          | CA              | 0               | 0               | -                  | -                  | -                  | -           | -           | -           | 28     | 1      |
| Totale carriera | Totale carriera | Totale carriera | 110        | 6          |                 | 24              | 2               |                    | 0                  | 0                  |             | 0           | 0           | 134    | 8      |

## Palmarès

### Club

#### Competizioni nazionali
- Campionato albanese: 1

Teuta: 2020-2021
- Coppa d'Albania:

Teuta: 2019-2020
- Supercoppa d'Albania: 1

Teuta: 2020, 2021